# MAYKIDZ
MAYKIDZ（メイキッズ）は、日本のバンド。高田雄一（ELLEGARDEN）を中心に結成。

## メンバー
| 名前                            | 生年月日              | 出身地       | 担当            | 在籍期間    | 備考                                          |
| ------------------------------- | --------------------- | ------------ | --------------- | ----------- | --------------------------------------------- |
| 小林 光一 （こばやし こういち） | 1982年5月25日（43歳） | 茨城県那珂市 | ボーカル ギター | 2018年5月 - | SAY MY NAME. メンバー、超飛行少年旧メンバー。 |
| 高田 雄一 （たかだ ゆういち）   | 1976年7月23日（48歳） | 千葉県       | ベース          | 2018年5月 - | ELLEGARDEN メンバー。                         |
| BEAK （ビーク）                 | 1980年3月13日（45歳） | 北海道網走市 | ドラム          | 2018年5月 - | NICOTINE メンバー。                           |

## 経歴
メンバーは、ELLEGARDENの高田雄一（Ba）、NICOTINEのBEAK （Dr）、SUPER FLYING BOYやSAY MY NAME.の小林光一（Vo/Gt）からなる3ピースのメロディック・ハードコア・バンド。
5月（May）に始動することと、キッズたちの遊び場を作る事が目標であることがバンド名の由来。「届きやすい物」というコンセプトで「シンプル」「キャッチー」「メロディアス」のストレートな三要素を基軸にしている。
2018年5月に結成。同年7月18日にNAKED SONGSよりアルバム『9/Theories』をリリースし、同日19時にワンマンライブ（東京都の恵比寿club aim）を開催。攻め気の姿勢で精力的にライブ活動を行なっていった。
2019年1月に『THE OFFSPRING JAPAN TOUR 2019』（オフスプリングのライブツアー）サポートアクトに起用され、15回目のライブにてZepp Osaka Baysideに出演。

## 書籍
- 『ポトレマガジン 2018年8月号』メタ・ブレーン、2018年7月27日。ISBN 978-4907301897。
- 『GiGS 2018年11月号』シンコーミュージック・エンタテイメント、2018年9月27日。ASIN B07G1ZHW7H。

## 出演

### テレビ
- 村上マヨネーズのツッコませて頂きます!（2020年2月24日 関西テレビ、2020年3月19日 フジテレビ）

### コンサート
参照。

### イベント
- トークイベント、撮影会（2019年4月20日、東京都新宿区 タワーレコード 新宿店、小林・高田 参加）